# Drinktec
Die drinktec ist weltweit die größte Fachmesse für die Getränke- und Liquid-Food-Industrie. Sie findet alle vier Jahre im September auf dem Gelände der Messe München GmbH in München statt. 
Die erste Veranstaltung fand 1951 statt, damals unter dem Namen „Deutsche Brauerei Ausstellung“. Später hieß die Messe Interbrau, dann drinktec-interbrau, seit 2005 nur noch drinktec. Veranstalter ist die Messe München GmbH.
Das Ausstellungsangebot umfasst die neuesten Technologien rund um die Herstellung, Abfüllung, Verpackung und das Marketing von Getränken aller Art bis hin zu Liquid Food – Rohstoffe und logistische Lösungen inklusive. Die Themen Getränkemarketing und Verpackungsdesign runden das Portfolio ab. Das Zielpublikum der drinktec sind Hersteller und Händler von Getränken (alkoholische und nicht-alkoholische) und Liquid Food (Milch und flüssige Nahrungsmittel).
Auf der drinktec 2017 stellten vom 11. bis 15. September 1.749 Unternehmen aus 80 Ländern aus. Es kamen rund 76.000 Besucher aus 170 Ländern. Dies bedeutet eine Steigerung der Besucherzahl um 10.000 gegenüber der letzten Veranstaltung im Jahr 2013. 67 Prozent der Besucher kamen aus dem Ausland. Damit erzielte die drinktec das beste Ergebnis seit ihrem Bestehen.
Die drinktec war 2022 Veranstaltungsort der Weltmeisterschaft der Biersommeliers.